# Mauerpark

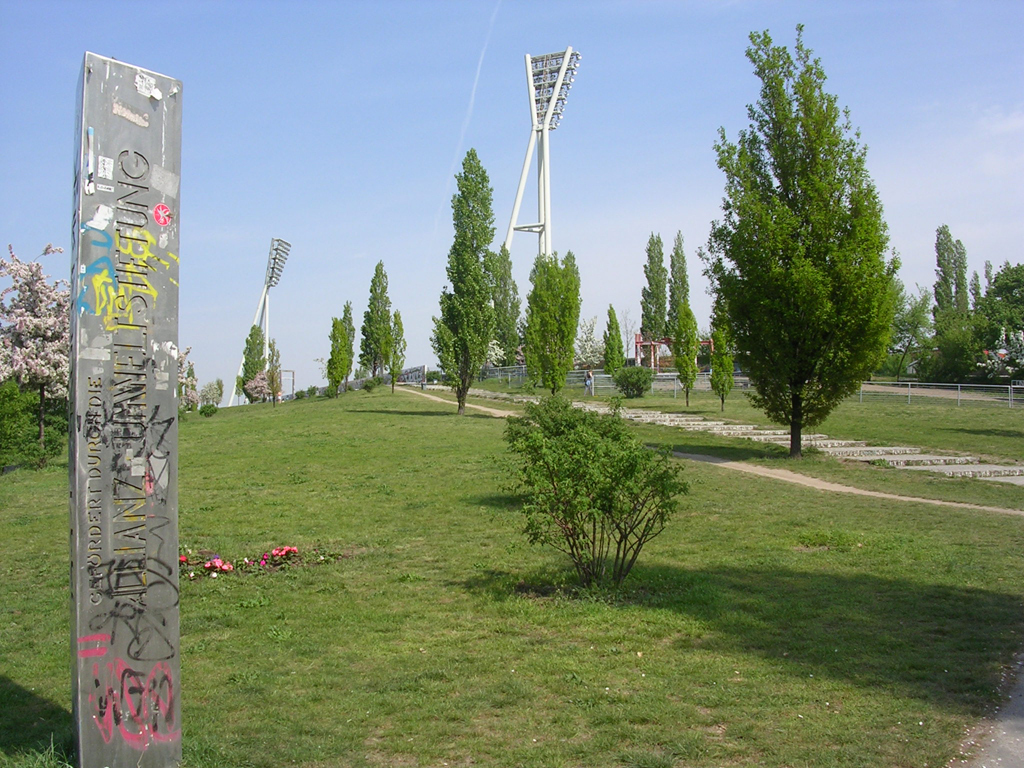
Mauerpark med Friedrich-Ludwig-Jahn-Sportpark (2005)

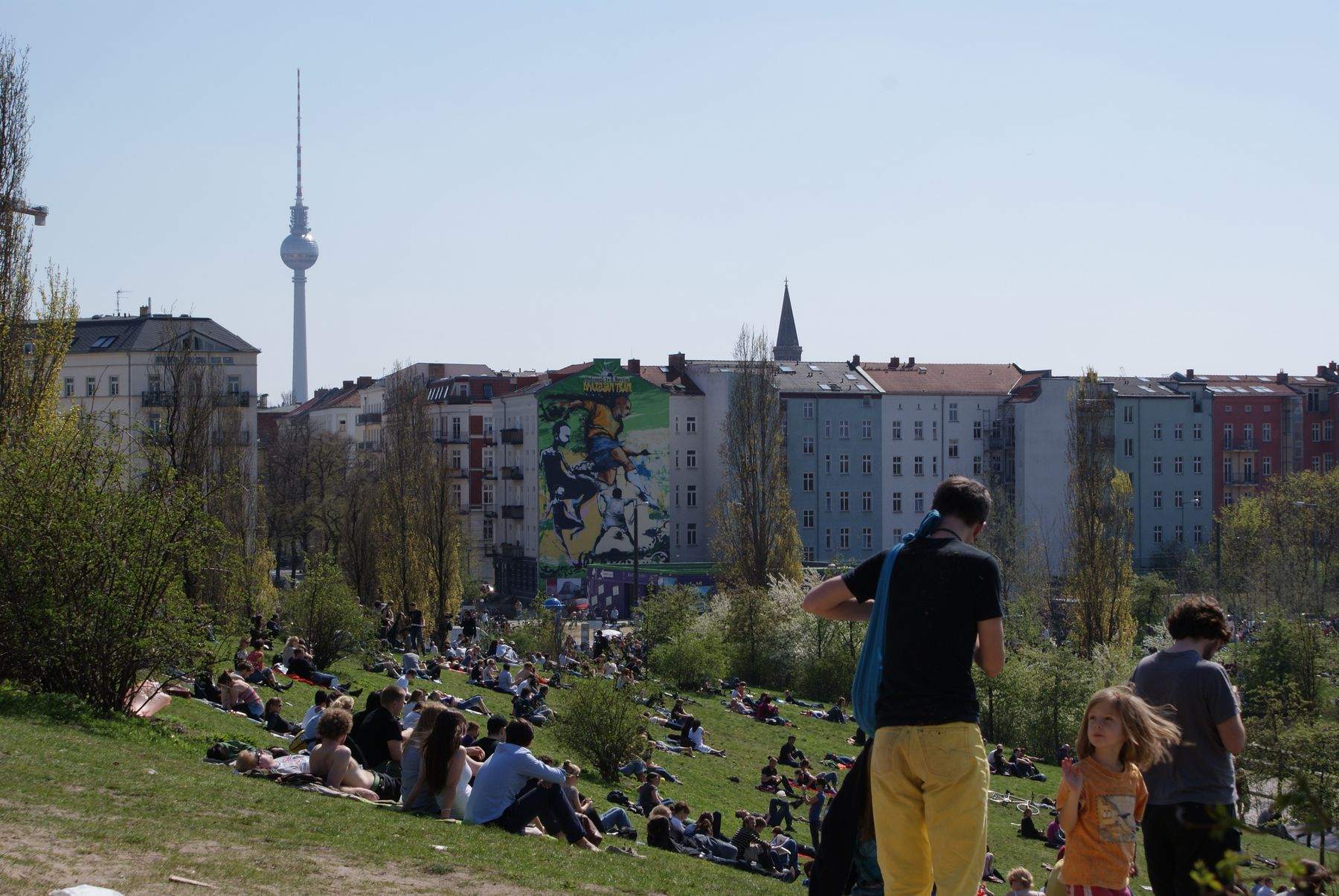
Mauerpark i Prenzlauer Berg

Mauerpark, är en park i Prenzlauer Berg i östra Berlin. Den går på en sträcka där Berlinmuren tidigare fanns mellan stadsdelarna Prenzlauer Berg och Gesundbrunnen. Direkt intill Mauerpark ligger Friedrich-Ludwig-Jahn-Sportpark med Max-Schmeling-Halle. Parken består av grönytor men även en rastplats för hundar och spelplatser för basket.

## Fotogalleri

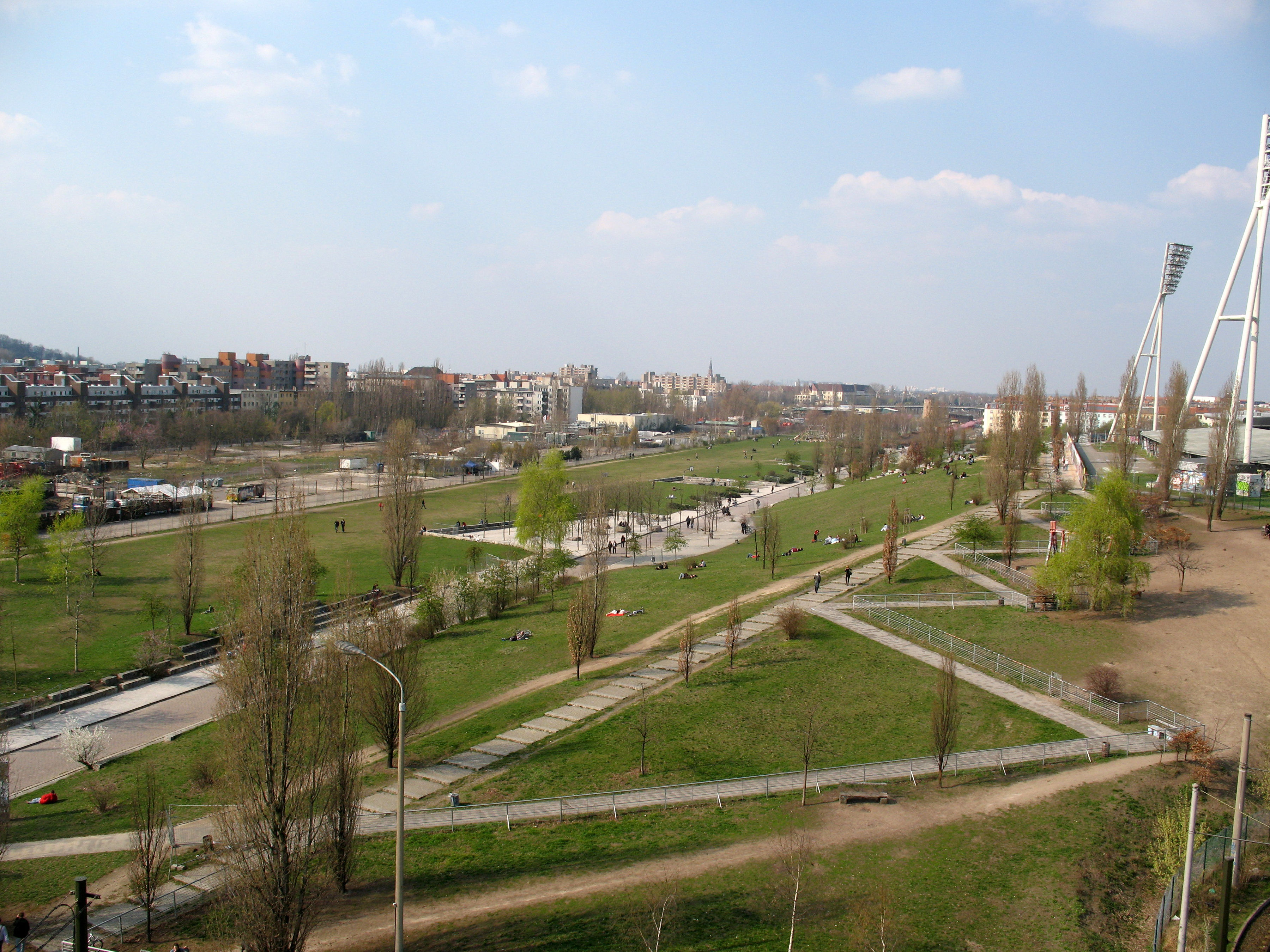
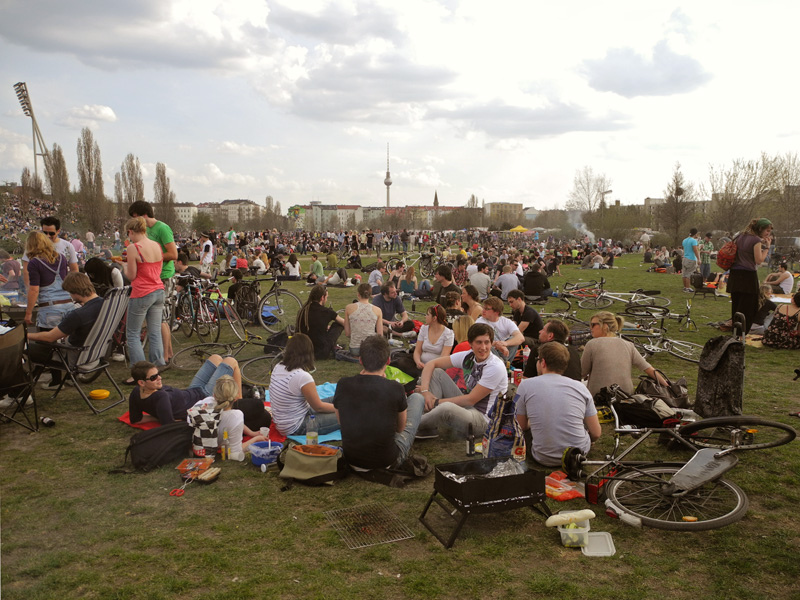
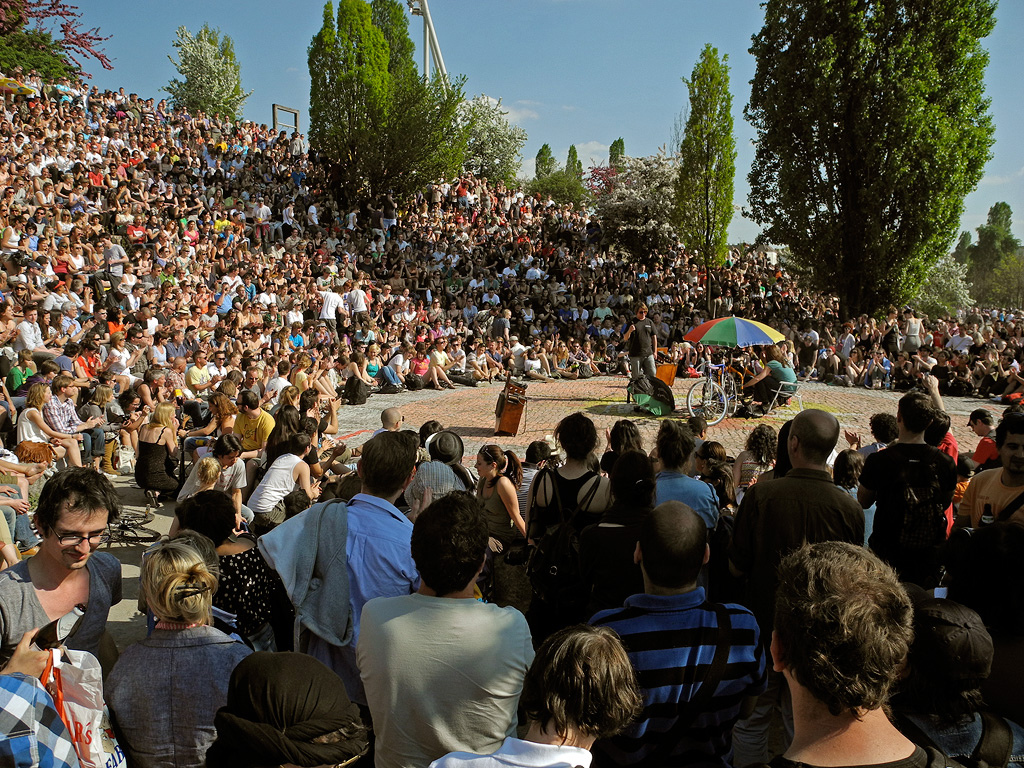